# Krumbach, Niederösterreich

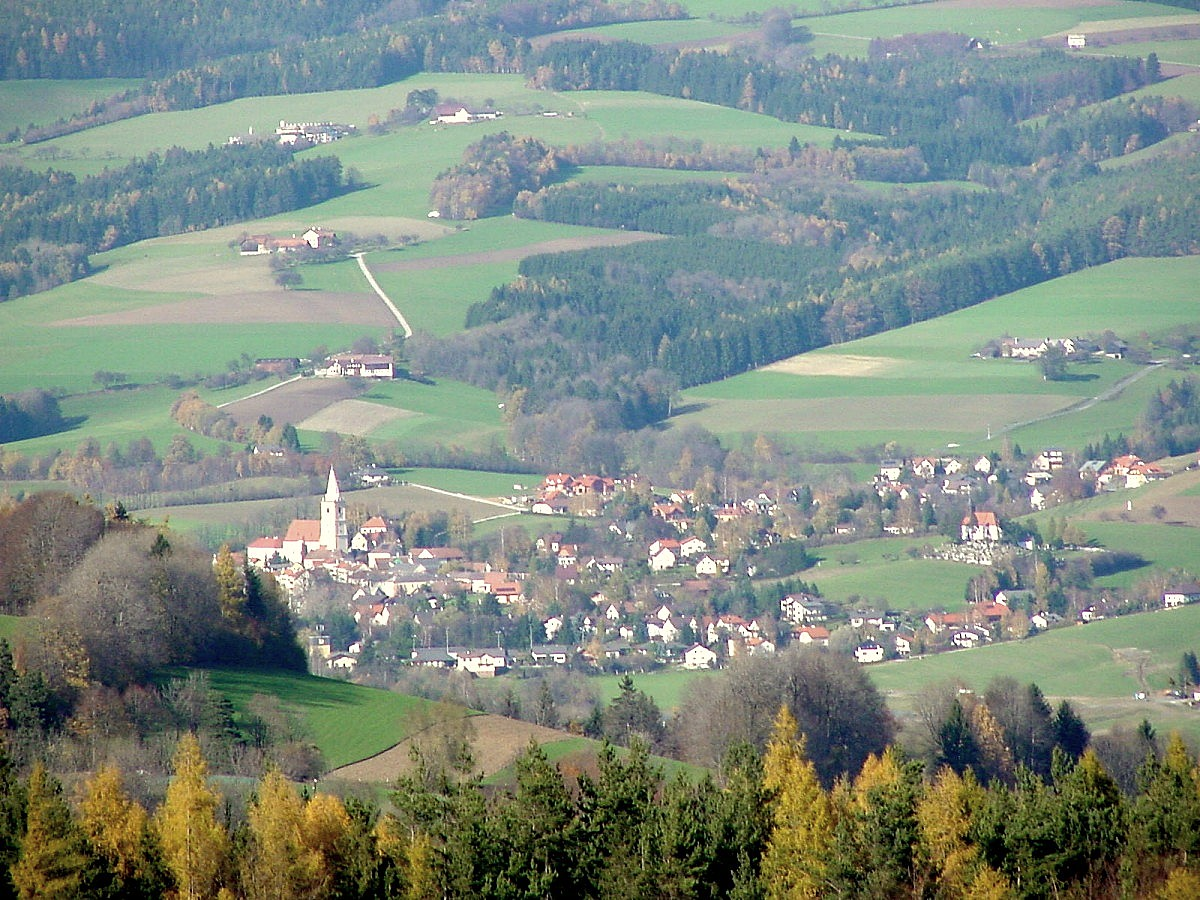
Krumbach

Krumbach là một đô thị thuộc huyện Wiener Neustadt-Land trong bang Niederösterreich, Áo.
Đô thị này có diện tích 43,91 km2, dân số thời điểm ngày 31 tháng 12 năm 2005 là 2220 người.